# 朵拉·布斯比
潘妮洛普·朵拉·哈維·布斯比（英語：Penelope Dora Harvey Boothby，1881年8月2日—1970年2月22日），是一名英格蘭女子網球及羽球運動員。她出生在米德爾塞克斯的芬奇利。她最為人所知的是贏得1909年溫布頓網球錦標賽女子單打冠軍。
布斯比出生在芬奇利，和她的繼父哈利和姐姐一起住在那裡。1901年，他們搬到了南諾伍德，在那裡她在Beulah Hill俱樂部打網球；冬季則打羽球。1908年，她贏得夏季奧運會網球女子單打銀牌。
1909年，她在溫布頓贏得女子單打冠軍時，男子單打亞軍約西亞·里奇也住在諾伍德。同年，她在在倫敦女王俱樂部的木板球場舉行的英國室內錦標賽決賽中，擊敗馬德琳·奧尼爾贏得單打冠軍。1911年，她成為第一位在沒有贏得任何一局的情況下輸掉溫布頓決賽的女性球員，以兩個0比6輸給多蘿西婭·道格拉斯·蘭伯特·錢伯斯。
朵拉·布斯比也是羽球好手，她與阿爾伯特·普瑞伯一起贏得1909年全英羽球錦標賽的混合雙打冠軍。
1914年，她與阿瑟·C·紀恩結婚。她於1970年在倫敦的哈默史密斯或漢普斯特德去世。